# Тері Торнтон
Те́рі То́рнтон (англ. Teri Thornton, справжнє ім'я — Ши́рлі Е́нід Е́вері англ. Shirley Enid Avery; 1 вересня 1934, Детройт, Мічиган — 2 травня 2000, Інглвуд, Нью-Джерсі) — американська джазова піаністка, співачка і авторка пісень.

## Біографія
Народилася 1 вересня 1934 року в Детройті, штат Мічиган. Зростала у музичному середовищі, однак в основному була самоуком. Співала в госпел-гурті зі своєю матір'ю і бабусею.
Професійно дебютувала у 1956 році в клубі Ebony Club в Клівленді. Працювала в Чикаго та його околицях і в Середньому Заході упродовж чотирьох років. Переїхала в Нью-Йорк, де Джонні Гріффін привів її на лейбл Riverside, на якому вона записувалась у 1960—61, випустивши LP Devil May Care; на сесії їй акомпанували трубач Кларк Террі, гітаристи Фредді Грін і Сем Герман, тенор-саксофоністи Ерл Воррен і Селдон Пауелл, тромбоніст Брітт Вудмен, піаніст Вінтон Келлі, басист Сем Джонс, ударник Джиммі Кобб і аранжувальник Норман Сіммонс. В пошуках роботи переїхала в Лос-Анджелес.
У 1963 році записала Somewhere In the Night на лейблі Dauntless, чия заглавна пісня стала темою в телесеріалі «Оголене місто». На початку 1960-х працювала в клубах і гастролювала в Європі, Австралії та Японії. Записавши альбом Teri Thornton Sings Open Highway на Columbia у середині 1960-х залишила музику, аби присвятити себе родині. Упродовж наступних 20 років мешкала Каліфорнії, Детройті, Нью-Йорку, Вашингтоні, знову в Каліфорнії.
Повернувшись у 1983 році в Нью-Йорк, активно працювала в джазових клубах і займалась написанням музики. У 1995 році виступила на Берлінському джазовому фестивалі. У 1996—97 роках співала в клубі Athur's в Гринвіч-Віледжі, акомпануючи собі на фортепіано. У жовтні 1997 року у співачки діагностували рак; після проходження лікування повернулась до музики, співала у квітні 1998 року з Diva на Бернському джазовому фестивалі в Швейцарії. Була госпіталізована від виснаження, однак у червні 1998 року вона дізналась, що рак відступив. У 1999 році випустила альбом I'll Be Easy to Find на Verve.
Померла 2 травня 2000 року від ускладнень від раку сечового міхура в Інглвудській лікарні в Інглвуді, штат Нью-Джерсі у віці 65 років.

## Дискографія
- Devil May Care (Riverside, 1961)
- Somewhere In the Night (Dauntless, 1963)
- Teri Thornton Sings Open Highway (Columbia, 1963)
- I'll Be Easy to Find (Verve, 1999)